# Aeroporto Campo Nossa Senhora de Fátima

O Aeroporto Campo Nossa Senhora de Fátima (IATA: QNS, ICAO: SBCO), foi um aeroporto provisório criado na Base Aérea de Canoas para suprir de forma emergencial a demanda por transporte aéreo na Região Metropolitana de Porto Alegre, com o fechamento temporário do Aeroporto Internacional Salgado Filho devido as enchentes no Rio Grande do Sul em 2024, que resultaram no alagamento do aeroporto. A responsabilidade pela administração dos voos comerciais em Canoas é da Fraport, atual concessionária do Aeroporto Salgado Filho.
O aeroporto utilizou estruturas da base aérea cedidas pela Aeronáutica à Fraport, que servirão apenas para a operação comercial, além de uma taxiway para servir de estacionamento das aeronaves, de forma a garantir que haja interferência mínima do tráfego das aeronaves comerciais com o tráfego de aeronaves militares, que ocorre mais adiante no pátio da base. Além disso, a Fraport utilizou também um espaço no ParkShopping Canoas, distante 4 km da base, para servir de terminal de passageiros. No embarque e desembarque, os passageiros são transportados de ônibus do shopping para a base aérea e vice versa.
A ANAC liberou a utilização da Base Aérea de Canoas para voos comerciais regulares em 20 de maio de 2024. Foram liberados inicialmente a operação de 35 voos semanais. Posteriormente, foi anunciado pelo Ministério dos Portos e Aeroportos que o número de voos na base iria ser aumentado para 70 voos semanais a partir do dia 10 de Junho de 2024.
Conforme acordado entre a Aeronáutica e a Fraport, não há reabastecimento das aeronaves comerciais em Canoas. Isso porque os caminhões de combustível demandariam um espaço maior na base do que foi alocado para o aeroporto civil. As aeronaves comerciais que pousam em Canoas precisam trazer combustível suficiente para realizar o voo de volta, o que acaba limitando a possibilidade de destinos a partir da base aérea devido as restrições de peso.
Os voos no aeroporto se iniciaram no dia 27 de maio de 2024 com a LATAM.
Com a reabertura do Aeroporto Salgado Filho em 21 de Outubro de 2024 as operações comerciais na Base Aérea de Canoas, foram encerradas.